# Saltville
Saltville – miasto w Stanach Zjednoczonych, w stanie Wirginia, w hrabstwie Smyth.